# Catamenia homochroa
A Catamenia homochroa a madarak osztályának verébalakúak (Passeriformes) rendjébe és a tangarafélék (Thraupidae) családjába tartozó  faj.

## Rendszerezése
A fajt Philip Lutley Sclater angol ügyvéd és zoológus írta le 1858-ban.

## Alfajai
- Catamenia homochroa duncani (C. Chubb, 1921)
- Catamenia homochroa homochroa P. L. Sclater, 1859
- Catamenia homochroa oreophila Todd, 1913[2]

## Előfordulása
Bolívia, Brazília, Ecuador, Kolumbia, Peru és Venezuela területén honos. Természetes élőhelyei a szubtrópusi és trópusi hegyi esőerdők és magaslati cserjések, valamint másodlagos erdők. Állandó, nem vonuló faj.

## Megjelenése
Testhossza 13 centiméter.

## Természetvédelmi helyzete
Az elterjedési területe nagyon nagy, egyedszáma pedig stabil. A Természetvédelmi Világszövetség Vörös listáján nem fenyegetett fajként szerepel.